# 1145
1145 (MCXLV) var ett normalår som började en måndag i den julianska kalendern.

## Händelser

### Februari
- 15 februari – Sedan Lucius II har avlidit samma dag väljs Bernardo Pignatelli till påve och tar namnet Eugenius III.

### September
- 1 september – Huvudaltaret i Lunds domkyrka invigs av Nordens ärkebiskop Eskil.
- Svenskarna besegras av norrmännen i slaget i Krokaskogen i Bohuslän.

## Födda
- Kristina Stigsdotter Hvide, drottning av Sverige 1164–1167, gift med Karl Sverkersson.
- Cecilia Johansdotter, drottning av Sverige 1167–1190, gift med Knut Eriksson.
- Aoife MacMurrough, irländsk adelsdam och härförare.
- Elvira de Subirats, andorransk regent.

## Avlidna
- 15 februari – Lucius II, född Gherardo Caccianemici dal Orso, påve sedan 1144.